# Cistreiras
Cistrièras en occità (a verificar) i en francès Cistrières és un municipi francès situat al departament de l'Alt Loira i a la regió d'Alvèrnia-Roine-Alps. L'any 2007 tenia 140 habitants.

## Demografia

### Població
El 2007 la població de fet de Cistrières era de 140 persones. Hi havia 64 famílies de les quals 28 eren unipersonals (16 homes vivint sols i 12 dones vivint soles), 20 parelles sense fills i 16 parelles amb fills.
La població ha evolucionat segons el següent gràfic:
Habitants censats

### Habitatges
El 2007 hi havia 170 habitatges, 71 eren l'habitatge principal de la família, 87 eren segones residències i 12 estaven desocupats. 166 eren cases i 3 eren apartaments. Dels 71 habitatges principals, 65 estaven ocupats pels seus propietaris, 4 estaven llogats i ocupats pels llogaters i 2 estaven cedits a títol gratuït; 5 tenien tres cambres, 20 en tenien quatre i 46 en tenien cinc o més. 59 habitatges disposaven pel capbaix d'una plaça de pàrquing. A 34 habitatges hi havia un automòbil i a 22 n'hi havia dos o més.

### Piràmide de població
La piràmide de població per edats i sexe el 2009 era:
| Homes | Edats   | Dones |
| ----- | ------- | ----- |
| 0     | 95 o +  | 0     |
| 0     | 90 a 94 | 0     |
| 0     | 85 a 89 | 12    |
| 0     | 80 a 84 | 4     |
| 4     | 75 a 79 | 12    |
| 4     | 70 a 74 | 0     |
| 8     | 65 a 69 | 8     |
| 12    | 60 a 64 | 8     |
| 4     | 55 a 59 | 0     |
| 0     | 50 a 54 | 4     |
| 8     | 45 a 49 | 12    |
| 0     | 40 a 44 | 4     |
| 4     | 35 a 39 | 4     |
| 0     | 30 a 34 | 0     |
| 4     | 25 a 29 | 4     |
| 0     | 20 a 24 | 0     |
| 8     | 15 a 19 | 8     |
| 0     | 10 a 14 | 4     |
| 0     | 5 a 9   | 0     |
| 0     | 0 a 4   | 0     |

## Economia
El 2007 la població en edat de treballar era de 68 persones, 43 eren actives i 25 eren inactives. De les 43 persones actives 38 estaven ocupades (24 homes i 14 dones) i 5 estaven aturades (2 homes i 3 dones). De les 25 persones inactives 14 estaven jubilades, 1 estava estudiant i 10 estaven classificades com a «altres inactius».

### Ingressos
El 2009 a Cistrières hi havia 73 unitats fiscals que integraven 149 persones, la mediana anual d'ingressos fiscals per persona era de 13.840 €.

### Activitats econòmiques
Dels 8 establiments que hi havia el 2007, 2 eren d'empreses de fabricació d'altres productes industrials, 2 d'empreses de construcció, 1 d'una empresa de comerç i reparació d'automòbils, 1 d'una empresa d'hostatgeria i restauració i 2 d'empreses de serveis.
Dels 3 establiments de servei als particulars que hi havia el 2009, 1 era un guixaire pintor, 1 fusteria i 1 restaurant.
L'any 2000 a Cistrières hi havia 11 explotacions agrícoles.

## Poblacions més properes
El següent diagrama mostra les poblacions més properes.